# Dóra Horti
Dóra Horti (Gyula, 25 aprile 1987) è un'ex cestista ungherese.

## Carriera
Con l'Ungheria ha disputato tre edizioni dei Campionati europei (2009, 2015, 2019).